# Yellow dog Democrat
Pod koniec XIX i w początkach XX wieku terminem Yellow dog Democrat określano w USA wyborców w stanach południa (zwłaszcza tzw. głębokiego południa), którzy zawsze głosowali w wyborach na kandydatów Partii Demokratycznej, ponieważ silne były tam nastroje antyrepublikańskie (elektorat negatywny).
W tym czasie jednakże demokraci stawali się partią coraz bardziej przesuwającą na lewo, republikanie zaś na prawo. Południe uchodzi za najbardziej konserwatywny region USA, więc teoretycznie program republikanów powinien bardziej im odpowiadać. Byli jednak niechętnie traktowani przez tamtejszych wyborców, głównie przez pamięć wojny secesyjnej.
Najwidoczniej paradoks ten ujawnił się podczas wyborór w roku 1928, kiedy kandydatem demokratów został gubernator Nowego Jorku Al Smith. Smith miał opinię polityka liberalnego, a poza tym był katolikiem (na południu panowały wówczas silne nastroje antykatolickie). Jednakże Głębokie Południe oddało głosy w większości na niego (innymi stanami oprócz nich, które tak uczyniły były tylko Massachusetts i Rhode Island).
Przedostatnim kandydatem, który w całości zdobył Głębokie Południe był Adlai Ewing Stevenson II w roku 1956. W 1960 John F. Kennedy teoretycznie wygrał w nich wybory, choć wiele głosów zostało oddanych na listę „nieprzydzielonych elektorów”, demokratów, którzy opowiadali się przeciwko mandatowi Kennedy-Johnson, ale nie chcieli poprzeć republikanina Richarda Nixona. Ostatecznie stan Missisipi oddał w całości swoje głosy elektorskie na konserwatywnego senatora-demokratę Harry’ego F. Byrda z Wirginii. Za nimi poszła duża część elektorów z Alabamy. W roku 1964 Lyndon B. Johnson przegrał wybory w tej części kraju, choć zarazem odniósł największe zwycięstwo (pod względem odsetka popierających go wyborców) w historii kraju. Część głębokiego południa zdobył wtedy Barry Goldwater, prawicowy senator z Arizony.
Ostatnim demokratycznym kandydatem, który w całości zdobył głębokie południe był Jimmy Carter w 1976. Bill Clinton wygrał w roku 1992 wybory w Luizjanie, rodzinnym Arkansas, Georgii oraz Tennessee. W 1996 przegrał w Georgii, ale wygrał za to na Florydzie. Al Gore w 2000, choć wygrał w głosowaniu powszechnym, przegrał zaś na całym południu, poza wysuniętymi na północ i tradycyjnie raczej demokratycznymi i liberalnymi Maryland i Delaware, podobnie jak John Kerry w 2004.